# 泰勒地区弗雷努瓦
泰勒地区弗雷努瓦（法語：Fresnoy-en-Thelle，法語發音：[fʁɛnwa ɑ̃ tɛl]）是法国瓦兹省的一个市镇，属于桑利斯区。

## 地理
泰勒地区弗雷努瓦（49°12'2"N, 2°16'11"E）面积6.28 平方千米，位于法国上法蘭西大區瓦兹省，该省份为法国北部内陆省份，北起索姆省，西接厄尔省和滨海塞纳省，南至塞纳-马恩省和瓦兹河谷省，东临埃纳省。
与泰勒地区弗雷努瓦接壤的市镇（或旧市镇、城区）包括：贝勒埃格利斯、尚布利、泰勒地区勒梅尼勒、莫朗格勒、泰勒地区讷伊、皮瑟勒欧贝热、博尔内勒。

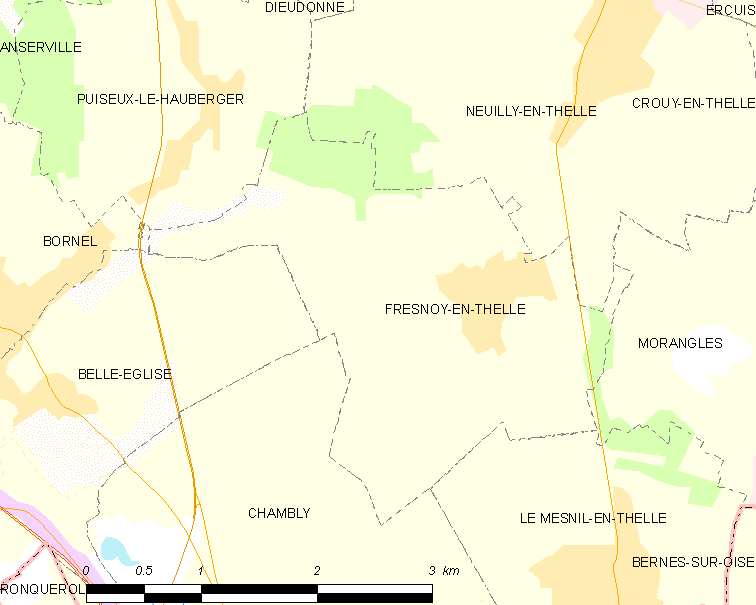
泰勒地区弗雷努瓦的OSM定位图

泰勒地区弗雷努瓦的时区为UTC+01:00、UTC+02:00（夏令时）。

## 行政
泰勒地区弗雷努瓦的邮政编码为60530，INSEE市镇编码为60259。

## 政治
泰勒地区弗雷努瓦所属的省级选区为梅吕县。

## 人口

1962-2008年间泰勒地区弗雷努瓦人口变化图示

泰勒地区弗雷努瓦于2022年1月1日时的人口数量为874人。